# 日立ハイシステム21
株式会社日立ハイシステム21（ひたちハイシステム-、英: Hitachi Hi-System21）は、神奈川県横浜市に本社を置く、日立グループの日本のシステムインテグレーター（メーカー系）。日立グループ内での略称はHS21。
名称の類似している日立ハイテクとは、いずれも日立製作所傘下のグループ企業であることを除き関係はない。

## 会社概要
かつて日産自動車のグループ会社として設立された経緯から、ユーザー系システムインテグレーターとしての側面を持ち、現在も日産自動車をはじめとした自動車産業向けソリューションに強みを持つ。
その他に、金融系ソリューション、SAP ERP、Salesforce等のパッケージ導入を主要事業としている。
一方で、日立・日産の両社と関係が深いながらも春光懇話会の加盟企業とはなっていない。

## 沿革
- 1969年 - 日産自動車と日立製作所等の出資により、日産コンピュータテクノロジー株式会社を設立。
- 1987年 - 日産自動車の出資により、株式会社日産アイおよび株式会社日産情報ネットワークを設立。
- 2000年
  - 4月 - ビジネス系システムの開発・運用を行う日産コンピュータテクノロジー、販売会社におけるシステム開発・運用を行う日産アイ、日産圏ネットワークの開発・運用を行う日産情報ネットワークの3社[1]が合併し、株式会社ニックを設立。
  - 10月 - 日産リバイバルプランに基づく情報システム保守のアウトソーシングのため、株式会社ニックの株式を日本アイ・ビー・エムが100％取得し、日本アイ・ビー・エムアドバンストソリューションズ株式会社に社名変更。ネットワーク関連事業を日本テレコムへ譲渡し、残った日立関連事業を継承する企業として株式会社ハイシステム二十一を設立。HS21社の沿革では、このハイシステム二十一設立を創業としている。
- 2002年
  - 8月 - 全銀協標準プロトコルの端末サポートや統合業務システム等のパッケージ製品販売等を行う株式会社日立アプリケーションシステムズ（APSCO）と合併し、株式会社日立ハイシステム21に社名変更。
  - 12月 - 株式会社日立システムアンドサービス（現・日立ソリューションズ）にネットワーク・マルチメディア事業を譲渡。
- 2012年4月 - SAPジャパン株式会社とのサービスパートナー契約を締結。